# 明朝戶部尚書
明朝戶部尚書，為明朝六部中戶部的最高級長官，別稱“大司農”，負責掌管全國戶口、田賦、版籍、歲會、賦役實征等政策與政令，品秩為正二品。相當于现代各国的內政部長兼財政部長。
南直隸地區的戶籍財稅，由南京戶部管理。永樂遷都后，明朝設置南京六部，多為虛銜，多為參贊機務或養清望閒職之所，重要性已無關政體本身。

## 沿革
明朝洪武元年，朱元璋设置兵部。洪武六年，增设戶部尚书和戶部侍郎各一人，分為五科：一科，二科，三科，四科，總科。每科設郎中、員外郎各一人，主事私人。只有總科郎中、員外郎各二人，主事五人。洪武八年，明朝中書省奏戶部、刑部、工部三部事務繁忙，在戶部五科，每科設尚書、侍郎各一人，郎中、員外郎各二人，主事五人，內會總科主事六人，外牽照科主事二人，司計四人，照磨二人，管勾一人。又置在京行用庫，均歸戶部管理。洪武十三年（1380年），因胡惟庸案，明太祖朱元璋罷黜宰相与中書省，并仿照《周官》六卿之制，直屬六部，并各設尚書、侍郎各一名。每部分四屬部（總部，度支部，金部，倉部），每屬部設郎中、員外郎、主事各一人。次年，增试侍郎一人。洪武二十二年，改總部為民部。洪武二十九年，改十二部為十二清吏司。，由戶部尚書總管。
之後，明朝雖屢改制戶部，但尚書的權限仍然保持未大動。